# Osowa
Osowa (Duits:Espenkrug) is een stadsdeel van Gdańsk in het uiterste oosten van de stad gelegen. De wijk ligt op een hoog gelegen plateau. Osowa ligt dan ook vrij geïsoleerd, gescheiden van de wijk Oliwa en de plaats Sopot door een bos en de expresweg S6. In het westen grenst de wijk aan de gemeente Żukowo. Osowa werd onderdeel van Gdansk in 1973.
Osowa ligt op 20 km van het stadscentrum van Gdansk. Bij de aansluiting op de S6 is een groot winkelcentrum Osowa Center gelegen.

## Verkeer en vervoer
- Station Gdańsk Osowa

## Galerij

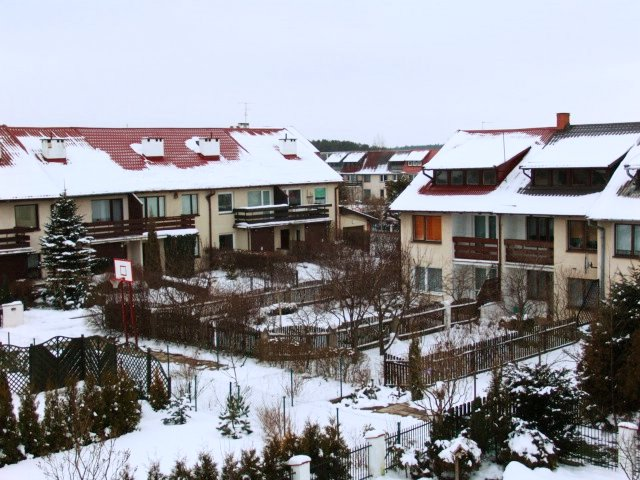
Huizen in de winter

Aniołki · Brętowo · Brzeźno · Chełm-Południe · Jelitkowo · Kokoszki · Krakowiec-Górki Zachodnie · Letnica · Matarnia · Młyniska · Nowy Port · Oliwa · Olszynka · Orunia-Św.Wojciech-Lipce · Osowa · Piecki-Migowo · Przymorze · Rudniki · Siedlce · Stogi z Przeróbką · Strzyża · Suchanino · Śródmieście · VII Dwór · Wrzeszcz · Wyspa Sobieszewska · Wzgórze Mickiewicza · Zaspa-Młyniec · Zaspa-Rozstaje · Żabianka-Wejhera-Jelitkowo-Tysiąclecia